# Godissart de Cari
Godissart de Cari (Paris, 1774 - Saint-Maximin, 1848) est le pseudonyme du citoyen Michel René Gaudissard, ex-militaire, dessinateur de caricatures éditées par Aaron Martinet. Il est aussi occasionnellement lithographe et aquafortiste.

## Biographie
Né à Paris en 1774, fils de René Gaudissard, bourgeois de Paris, et Marie Madeleine Planterose, Michel René Gaudissard meurt célibataire à Saint-Maximin le 12 juin 1848. Aucune information n'est disponible concernant sa vie privée.

## Œuvres

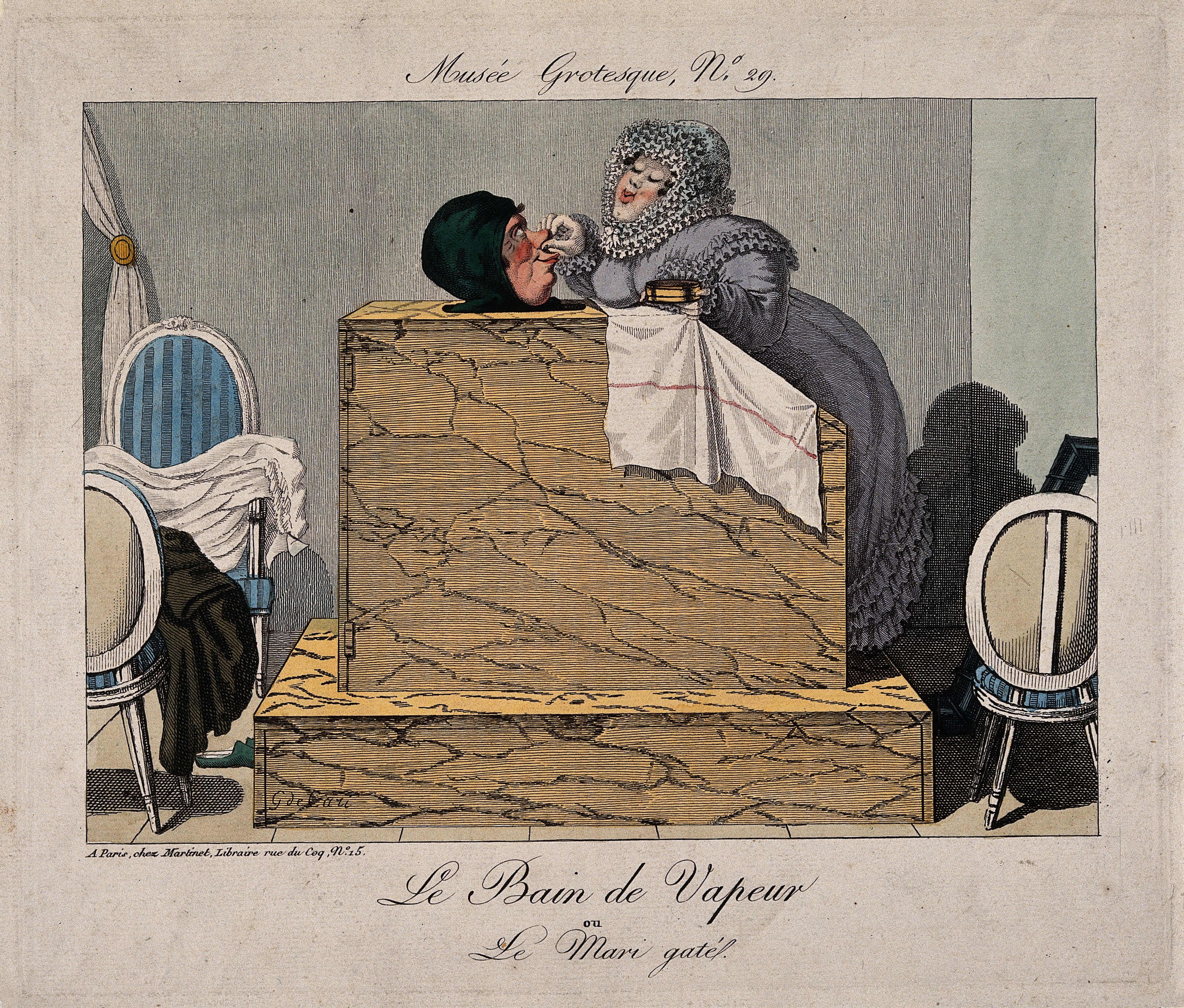
Bain de vapeur (Wellcome Collection).

Identifié dès 1803 lors du dépôt d'une première planche comme le citoyen Gaudissard, il devient l'un des principaux dessinateurs de la maison Martinet. Il est surtout connu pour ses caricatures qui font le succès de son éditeur. Il travaille avec le graveur Louis Maleuvre, fils de Pierre Maleuvre, plusieurs gravures portant leurs deux signatures. Il collabore également à l'illustration de l'importante publication des Troupes françaises, ouvrage représentant les uniformes de l'armée. Ses dessins portent souvent en marge des indications très précises à l'usage du graveur.
En 1826 il illustre l'album  Souvenirs de l'Angleterre, orné de vingt aquarelles, d'un voyage avec la famille Audenet de Pierrefitte-sur-Seine.
Artiste discret, la plupart des gravures portent une signature “G de C” ou “G de Cari” intégrée dans un élément du décor.

## Conservation

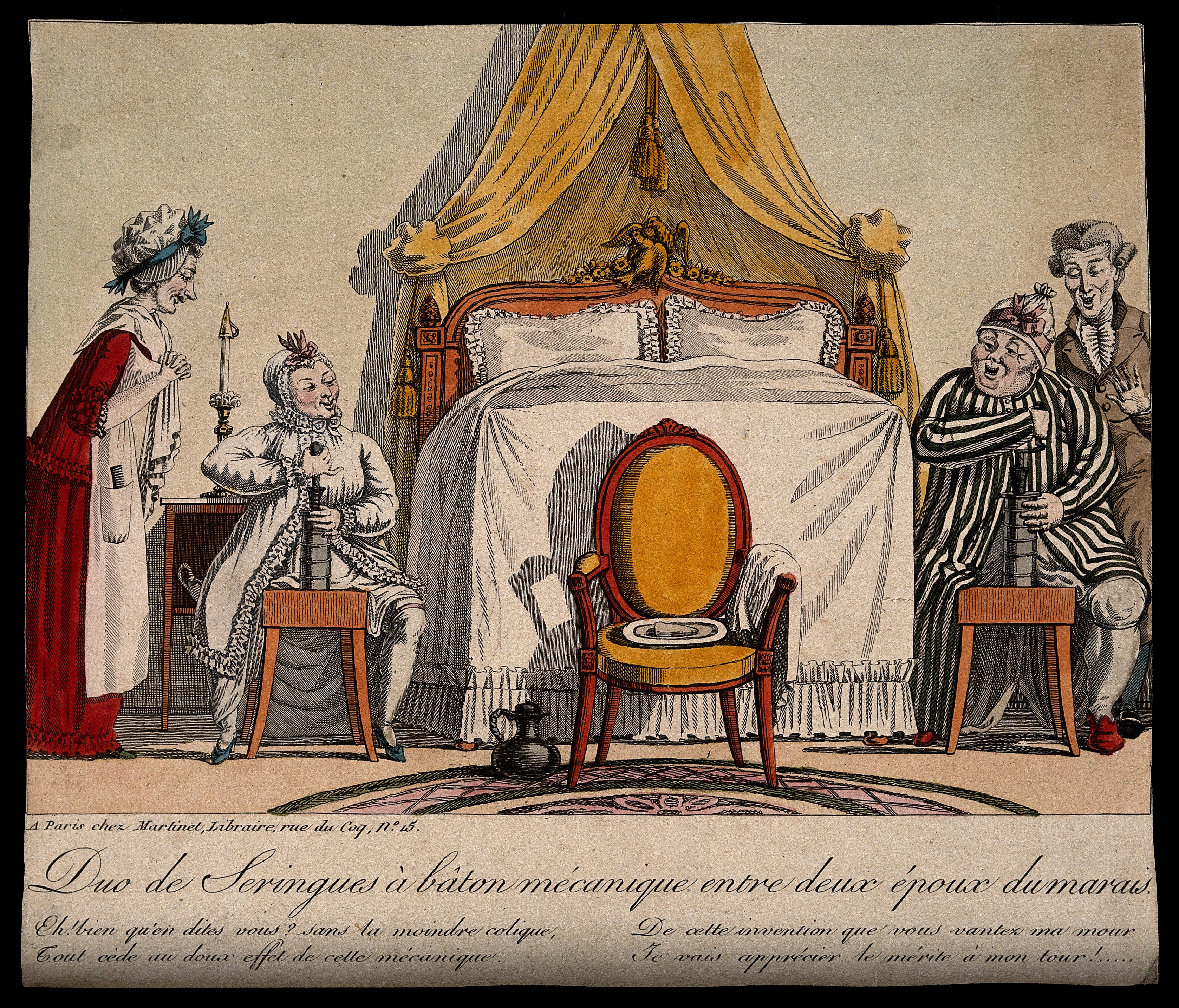
Un vieux couple profitant de la mode (Wellcome Collection).

- États-Unis
  - Metropolitan Museum of Art[9]
  - Art Institute of Chicago[10]
  - Musée d'Art Blanton[11]
- France
  - Bibliothèque nationale de France[12]
  - Musée Carnavalet[13]
- Pays-Bas
  - Rijksmuseum Amsterdam[14]
- Royaume-Uni
  - British Museum[1]
  - Wellcome Collection[15]